# Metadon

Metadons molekylstruktur

Metadon, (RS)-6-(dimetylamino)-4,4-difenylheptan-3-on, är ett narkotikaklassat morfinliknande analgetikum, en opioid. Det är ett preparat mot svåra smärttillstånd. Vid vissa typer av svåra kroniska smärttillstånd, som t.ex. neurogen/neuropatisk smärta (nervsmärtor), är metadon effektivare än andra morfinliknande preparat, och flera studier har även visat fördelar av metadonbehandling vid cancersmärta. Metadon har även visat sig lindra smärta för patienter med svår kronisk smärta med en lägre dos än om morfin eller andra morfinbesläktade preparat används, och i vissa fall är metadon det enda läkemedlet som fungerar mot smärtan, ibland med lägre totaldos.
Metadon har sedan 1960-talet även använts för avgiftning av till exempel heroinberoende och fortsatt behandling av denna och flera andra missbrukssjukdomar. Metadon har därför kopplats samman med narkotikamissbruk, vilket inte har varit till fördel i kontakter med vården för den växande grupp patienter som får metadon mot nervsmärtor och andra kroniska smärtor.

## Ursprung
Metadon syntetiserades 1939 av de tyska kemisterna Max Bockmühl och Gustav Ehrhart vid kemiföretaget IG Farben. Bockmühl och Erhart tog under flera år fram ett stort antal olika preparat, varav metadon var ett.  Målet var att ta fram ett smärtstillande läkemedel som skulle vara enkelt att använda vid operationer, men som samtidigt skulle ha lägre beroendepotential än morfin. Metadonpatentet, ”Hoechst 10820”, lämnades in till det tyska patentverket 1939. Efter andra världskrigets slut lade den amerikanska läkemedelsjätten Eli Lilly beslag på ett antal tyska patent, däribland Hoechst 10820. År 1947 lanserades detta som ett nytt smärtstillande läkemedel under varunamnet ”Dolophine”, vilket sannolikt är en kombination av de latinska orden dolor (smärta) och finis (slut). Metadon förekommer fortfarande under denna varubeteckning. Namnet metadon (Methadone) fick preparatet en kort tid därefter, när produktion inleddes av Mallinckrodt Pharmaceuticals.
Metadon har ungefär samma farmakodynamiska effekter som morfin. Metadon synes dock framkalla mindre obstipation och sedering än morfin vid upprepad dosering. Liksom opiater aktiverar medlet opiatreceptorerna i hjärnan men eftersom medlet verkar mycket långsammare uteblir den så kallade "kicken". Metadon är ett beroendeframkallande medel, men en smärtpatient kan ofta stå kvar på samma dos medan andra opioider brukar kräva att dosen successivt höjs för att smärtlindringen ska bestå.
På 1960-talet började man använda metadon i USA för avgiftning av opiatmissbrukare som exempelvis heroinister. Metadon ingår nu i behandlingen av flera svåra missbrukssjukdomar, och är allmänt accepterat inom beroendepsykiatrin.

## Metadonprojektets historia i Sverige
I Sverige startade det första metadonprogrammet 1966 i Uppsala. Under en tvåårsperiod under 1980-talets början, stoppade Ulleråker all nyintagning till metadonprojektet, då Socialstyrelsen inte kunde bestämma sig för om det skulle bli en etablerad behandlingsform. "Man kan inte behandla en drog med en annan drog" hävdade projektets motståndare. Eftersom en hög andel av dem som stod i kö för behandling påfallande ofta avled av överdoser omedelbart efter utskrivning från andra typer av heroinbehandlingar var behovet av ett beslut akut. Socialstyrelsen ville fortfarande inte ta ställning till metadonbehandlingen trots årtiondens positiva behandlingsresultat utan bollade frågan vidare till riksdagen, som godkände metadonbehandling för opiatmissbrukare som etablerad vårdform 1983. Ulleråker kunde återuppta behandlingen, denna gång utan att behöva kalla det ett "forskningsprojekt" och finansiera behandlingen med forskningsanslag. Dock fanns det fortfarande ett tak som Socialstyrelsen hade satt som innebar att maximalt 200 personer fick ta del av metadonbehandling samtidigt.
År 1990 öppnades nya metadonmottagningar i Stockholm, Lund och Malmö och taket höjdes. Men det är först på 2000-talet metadonbehandling blivit allmänt accepterat. Taket är borttaget och kraven på patienterna har sänkts till ett års dokumenterat heroinmissbruk. Landstingen bestämmer själva över metadonbehandlingen och metadonbehandling ses numera mer som sjukvård än socialvård.
Metadon används också allt oftare som smärtstillande preparat istället för diverse morfinpreparat, ett användningsområde som metadon ursprungligen var tänkt för. Metadon har visat sig ha en bättre smärtstillande effekt vid långvariga smärttillstånd än morfin och andra opiater, men har en avsevärt längre halveringstid. Metadon kan användas i kombination med Lyrica vid vissa typer av nervsmärtor, eller tillsammans med Iktorivil vid smärtsamma kroniska kramptillstånd.
Eftersom patentet gått ut för metadon, blir det mycket billigare att använda det än alla de nya derivat som läkemedelsbolagen försöker lansera istället.

## Risker
Metadonbehandling förutsätter en mycket noggrann kontroll och övervakning av de patienter som ingår i programmet så att de inte överdoserar eller säljer vidare till missbrukare. Metadon anses i sig vara beroendeframkallande, så det är önskvärt att metadon inte läcker till personer som inte ingår i programmen. I takt med att förskrivning av metadon blivit vanligare i Sverige så har också antalet metadonrelaterade dödsfall ökat. I Skottland, som har en betydligt mer omfattande förskrivning av metadon än Sverige, så har antalet akuta dödsfall på grund av alkohol eller narkotika ökat kraftigt (en ökning med 76 procent från år 2001 till 2011), samtidigt som metadon förekommer i samband med nästan hälften av dessa dödsfall.